# 유메가오카역
유메가오카역(일본어: ゆめが丘駅)은 일본 가나가와현 요코하마시 이즈미구에 위치한 철도역이다.

## 타는 곳
| 1 | ■ 이즈미노 선 | 쇼난다이 방면                       |
| 2 | ■ 이즈미노 선 | 이즈미노·후타마타가와·요코하마 방면 |

## 역세권 정보
- 시모이다 역(■ 요코하마 지하철 블루 라인)

## 역사
- 1999년 3월 10일: 영업 개시.

## 인접역
| 사가미 철도 ■ 이즈미노 선 | 사가미 철도 ■ 이즈미노 선 | 사가미 철도 ■ 이즈미노 선 |
| ------------------------- | ------------------------- | ------------------------- |
| 이즈미 중앙 요코하마 방면 | ■ 쾌속 ■각역정차          | 쇼난다이 쇼난다이 방면    |